# Universidad FASTA
La Universidad FASTA (Fraternidad de Agrupaciones Santo Tomás de Aquino) es una universidad privada confesional católica con sede central en la ciudad de Mar del Plata, Argentina, y sedes periféricas en varias otras localidades del país.

## Sedes
La sede central de la Universidad FASTA se encuentra en la ciudad de Mar del Plata. A su vez, FASTA posee una sub-sede ubicada en la ciudad de San Carlos de Bariloche. 
Desde 2004 está en funcionamiento la Unidad de Extensión Áulica en la ciudad de Tandil. En la misma se dictan las carreras de Abogacía, Martillero y Corredor público de la Facultad de Ciencias Jurídicas y Sociales.

## Facultades y carreras
- Ciencias Médicas: Medicina; Licenciatura en Nutrición; Odontología; Licenciatura en Fonoaudiología; Licenciatura en Kinesiología y Tecnicatura Universitaria en Acompañamiento Terapéutico.
- Escuela de la Hospitalidad: Técnica Universitaria en Gastronomía, Técnica Universitaria en Turismo y Técnica Universitaria en Hotelería.
- Ciencias Económicas: Contador Público, Licenciatura en Recursos Humanos, Licenciatura en Turismo, Licenciatura en Marketing, Licenciatura en Administración de Empresas, Tecnicatura Universitaria en Administración de PYMES, Licenciatura en Gestión del Talento Humano y Licenciatura en Desarrollo de Negocios Digitales.
- Ciencias Jurídicas y Sociales: Abogacía, Martillero y Corredor Público e Inmobiliario, Licenciatura en Archivología, Licenciatura en Seguridad Ciudadana, Tecnicatura en Seguridad Ciudadana y Licenciatura en Corretaje Inmobiliario.
- Ciencias de la Educación: Licenciatura en Educación, Licenciatura en Educación Física, Licenciatura en Inglés, Licenciatura en Tecnología Educativa, Especialización en Planificación y Gestión Estratégica de Proyectos Educativos y Licenciatura en Psicopedagogía.
- Ciencias de la Comunicación: Licenciatura en Periodismo, Licenciatura en Diseño y Comunicación Transmedia, Licenciatura en Comunicación Social, Licenciatura en Gestión de la Comunicación Estratégica y Licenciatura en Publicidad y Narrativas Digitales
- Humanidades: Licenciatura en Educación Religiosa y Licenciatura en Pedagogía de la Educación Religiosa.
- Ingeniería: Licenciatura en Higiene y Seguridad en el Trabajo, Tecnicatura en Higiene y Seguridad en el Trabajo, Especialización en Informática Forense y Licenciatura en Ciberseguridad.[2]